# Bertha Dörflein-Kahlke
Bertha Dörflein-Kahlke (* 1. Februar 1875 in Altona; † 24. Januar 1964 in Felde bei Kiel) war eine deutsche Malerin und Lithografin.

## Leben
Bertha Dörflein-Kahlke war die Tochter des Kaufmanns Gustav Dörflein. Sie studierte von 1900 bis 1901 an der Hamburger Gewerbeschule und wurde anschließend von 1901 bis 1904 in München von Angelo Jank und dem Impressionisten Christian Landenberger unterrichtet. Ihre Ausbildung setzte sie von 1905 bis 1906 in Paris bei Lucien Simon, dem Hauptvertreter der bretonischen Malerschule und dem Porträtisten Jacque Emile Blanche fort.
Nachdem sie 1908 in Altona ansässig wurde, siedelte sie 1913, nach ihrer Heirat mit dem Rechtsanwalt Johann Kahlke, nach Kiel über. In ihrem Haus verkehrten ihr nahestehende Künstlerkollegen, unter anderem Hans Peter Feddersen und Lilli Martius. Sie pflegte auch eine enge Freundschaft mit Frido Witte.
Nach der Zerstörung ihres Hauses und Ateliers, 1944, siedelte sie nach Resenis bei Felde am Westensee über und war seit 1959 in Felde ansässig.

### Malerisches Wirken
Neben Bildnissen, die von Angelo Janks und Christian Adam Landenbergers Porträtstil beeinflusst waren, malte sie Interieurs und Landschaften. Sie galt seit den 1930er Jahren als Kieler Meisterin der Porträtmalerei.

## Ausstellungsbeteiligungen
- Münchener Glaspalast: 1904, 1906, 1910–1912.
- Hamburger Kunsthalle: 1905 auf der Frühjahrsausstellung des Kunstvereins Altona.
- Düsseldorf: 1907.
- Hamburg, Altonaer Museum: 1905, 1911.
- Hamburg-Altona, Donner-Schloss im Donners Park: 1912.
- Hamburg-Altona: Schleswig-Holsteinische Kunst in der Gartenbau-Ausstellung, 1914.
- Hamburg, Altonaer Museum: 1917.
- Flensburg, Grenzlandmuseum: 1944.[2]

## Mitgliedschaften
- Ordentliches Mitglied des Deutschen Künstlerbundes.[3]
- 1909: Gründungsmitglied im Altonaer Künstlerverein.[4]
- Schleswig-Holsteinische Kunstgenossenschaft.
- Nach 1945: Schleswig-Holsteinischer Künstlerbund.[5]
- Sie wird zwar mit dem Hiddensoer Künstlerinnenbund in Verbindung gebracht,[6] allerdings ist eine Mitgliedschaft nicht belegt.[7] Ihre zweimaligen Besuche auf Hiddensee fanden vor beziehungsweise nach der Auflösung des Bundes statt.[8]

## Werke (Auswahl)
- Selbstbildnis, 1925/1930; Flensburg, Städtisches Museum
- Bauernmädchen aus Hiddensee, 1910; Tante Auguste, 1915 und 23 Farblithografien; Kiel, Kunsthalle
- Porträt des Vaters, Gustav Dörflein, um 1910; Frido Witte, um 1920; Hamburg, Altonaer Museum
- Husum, Nissenhaus
- Alt-Eckernförde.[9]
- Porträt eines sitzenden Mannes mit Buch und Zigarette, neben ihm ein kleiner Tisch mit Blumen und Büchern. 1929.
- Lesende Dame am Tisch.[10]